# Al Jourgensen
Al Jourgensen, född 9 oktober 1958 i Havanna, Kuba, är en amerikansk musiker, mest känd som grundaren och ledaren av industrial-bandet Ministry. Han har ofta medverkat i olika produktioner under namnen Alain Jourgensen, Alien Jourgensen eller Hypo Luxa.

## Musikgrupper
- Ministry
- The Revolting Cocks
- Lard
- 1000 Homo Djs
- PTP
- Acid Horse
- Lead Into Gold
- Pailhead
- P med Gibby Haynes och Johnny Depp

## Fotnoter
1. ↑  Česko-Slovenská filmová databáze, 2001, ČSFD person-ID: 33246.[källa från Wikidata]